# مارتي ليونز
مارتي ليونز (بالإنجليزية: Marty Lyons)‏ هو لاعب كرة قدم أمريكية ولاعب كرة قدم أمريكي في مراكز طرف دفاعي ‏، ولد في 15 يناير 1957 في تاكوما بارك في الولايات المتحدة. لعب مع نيويورك جتس.

## وصلات خارجية
- مارتي ليونز على موقع مرجع كرة القدم المحترفة.كوم (الإنجليزية)
- مارتي ليونز على موقع IMDb (الإنجليزية)
- مارتي ليونز على موقع قاعدة بيانات الفيلم (الإنجليزية)